# مرنرع یکم
مِرِنرَع یکم چهارمین فرعون دودمان ششم مصر است که میان سال‌های ۲۲۸۳ تا ۲۲۷۸ پیش از میلاد مسیح فرمانروایی می‌کرد. مانثون برای دوران فرمانروایی او طولی برابر با ۷ سال ذکر می‌کند. در پاپیروس تورین این طول ۱۴ سال آمده.